# Aïn Nehala
Aïn Nehala (în arabă عين النحالة) este o comună din provincia Tlemcen, Algeria.
Populația comunei este de 6.704 locuitori (2008).